# Stadio del ghiaccio (Baselga di Piné)
Lo stadio del ghiaccio è un impianto sportivo situato a Miola, frazione di Baselga di Piné, in provincia di Trento.
L'impianto ospita il Centro federale della nazionale italiana di pattinaggio di velocità.

## Storia
I lavori di costruzione dello stadio del ghiaccio iniziarono nel 1984, concludendosi l'anno successivo. L'apertura ufficiale avvenne nel gennaio 1986 in occasione di una gara internazionale di pattinaggio di velocità.
Lo stadio del ghiaccio di Piné ha ospitato le gare di pattinaggio di velocità e quelle di curling della Universiade del 2013 e i campionati mondiali juniores di pattinaggio di velocità del 2019.
Tra i locali pattinatori cresciuti sull'ovale di Piné si ricordano Roberto Sighel (primo vincitore italiano di un titolo mondiale) e Matteo Anesi (medaglia d'oro nell'inseguimento a squadre alle Olimpiadi invernali di Torino 2006).
L'impianto venne inserito nella candidatura di Milano e Cortina d'Ampezzo per ospitare i XXV Giochi olimpici invernali nel 2026, e nel dossier di candidatura era specificato che lo stadio (con il nome di Ice Rink Piné) avrebbe ospitato il pattinaggio di velocità, ma nonostante l'assegnazione dei Giochi alle due città, in funzione degli elevati costi di riqualificazione dell'impianto (passati dai 36600000 € preventivati a circa 75000000 € per l'aumento dei costi dei materiali da costruzione), nel 2023 fu deciso dal CIO e dal comitato organizzatore di spostare gli eventi del pattinaggio di velocità alla Fieramilano di Rho, nella temporanea Milano Ice Park.

## Caratteristiche

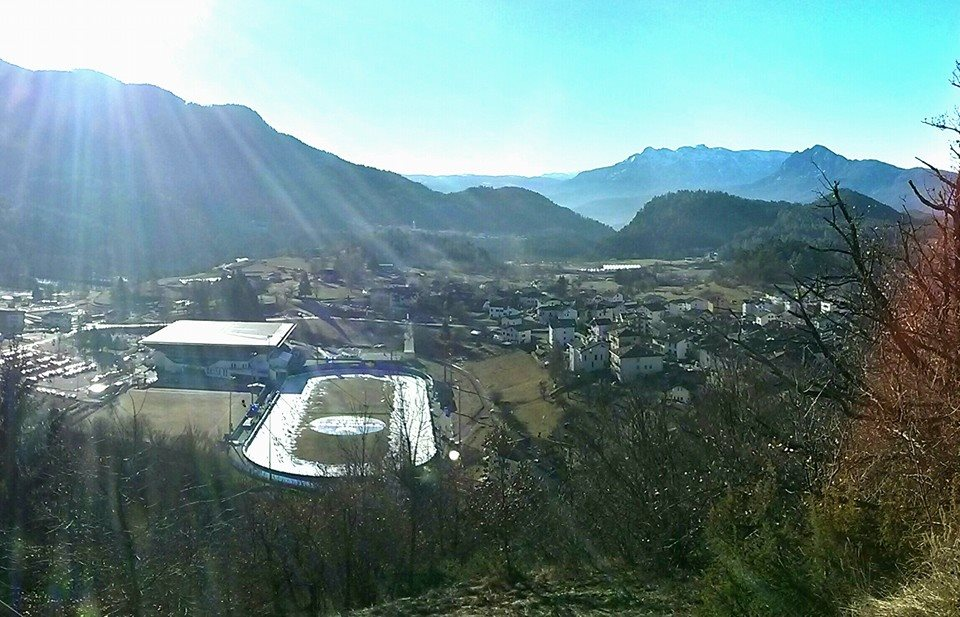
L'ovale di Piné

L'impianto dispone di una pista di pattinaggio di velocità su ghiaccio, noto come ovale di Miola di Piné o in inglese Ice Rink Piné, in cemento e impianto di refrigerazione artificiale (utilizzabile quindi sia in inverno sia in estate con i pattini a rotelle), composta da due rettifili lunghi 113,58 metri ciascuno, collegati da due curve a 180°, e un complessivo sviluppo lineare di 400 metri. La larghezza della pista è di 12 metri.
A fianco della pista di velocità è stato costruito un palazzetto dello sport che ospita all'interno una pista di 60 x 30 metri, utilizzata per gli sport invernali come pattinaggio su ghiaccio, hockey su ghiaccio, broomball e curling.

## Principali manifestazioni ospitate
- Campionati mondiali completi di pattinaggio di velocità: 1995
- Campionati mondiali juniores di pattinaggio di velocità: 1993, 2019
- Campionati europei completi di pattinaggio di velocità: 2001
- Universiadi invernali: 2013
- Campionati nazionali di pattinaggio di velocità:  1996, 1998, 2000, 2002, 2004, 2005 (solo sprint), 2006, 2007, 2008, 2009, 2010, 2011, 2012, 2013, 2014, 2015, 2016, 2017

## Record
I record della pista di Piné sono i seguenti:

### Uomini
| Evento                 | Atleta                                     | Nazione       | Tempo    | Data       |
| ---------------------- | ------------------------------------------ | ------------- | -------- | ---------- |
| 100 m                  | Simone Tronchin                            | Italia        | 10.53    | 29/12/1995 |
| 500 m                  | Tsubasa Hasegawa                           | Giappone      | 35.37    | 14/12/2013 |
| 1000 m                 | Mirko Giacomo Nenzi                        | Italia        | 1:09.32  | 17/12/2013 |
| 1500 m                 | Shani Davis                                | Stati Uniti   | 1:46.85  | 03/02/2008 |
| 3000 m                 | Alexis Contin                              | Francia       | 3:48.67  | 27/12/2009 |
| 5000 m                 | Enrico Fabris                              | Italia        | 6:29.68  | 05/11/2010 |
| 10000 m                | Bart Veldkamp                              | Belgio        | 13:38.72 | 14/01/2001 |
| Inseguimento a squadre | Joo Hyung-joon Kim Cheol-min Ko Byung-wook | Corea del Sud | 3:47.57  | 19/12/2013 |

### Donne
| Evento                 | Atleta                                    | Nazione       | Tempo    | Data       |
| ---------------------- | ----------------------------------------- | ------------- | -------- | ---------- |
| 100 m                  | Nicola Mayr                               | Italia        | 11.63    | 29/12/1995 |
| 500 m                  | Femke Beuling                             | Paesi Bassi   | 38.38    | 15/02/2019 |
| 1000 m                 | Michelle de Jong                          | Paesi Bassi   | 1:17.68  | 16/02/2019 |
| 1500 m                 | Anni Friesinger                           | Germania      | 1:59.46  | 29/01/2005 |
| 3000 m                 | Gunda Niemann-Stirnemann                  | Germania      | 4:08.54  | 12/01/2001 |
| 5000 m                 | Martina Sáblíková                         | Rep. Ceca     | 7:05.17  | 17/12/2013 |
| 10000 m                | Imke Hermans                              | Paesi Bassi   | 17:31.45 | 24/01/2008 |
| Inseguimento a squadre | Kim Bo-reum Park Do-yeong Yang Shin-young | Corea del Sud | 3:06.53  | 19/12/2013 |

## Nella cultura di massa
Nell'aprile 2010 all'interno del palazzetto è stato girato il videoclip della canzone Senza colore del gruppo The Bastard Sons of Dioniso.